# Вознесенськ (авіабаза)
Авіабаза Вознесенськ (також авіабаза Мартинівка) — авіабаза України, розташована на південному сході від міста Вознесенськ, поблизу селища Мартинівське. Летовище обслуговує 15-та авіаційна комендатура (в/ч А1478). З 1959 по 2001 роки на авіабазі дислокувався 642-й гвардійський авіаційний винищувальний полк.

## Історія

### До початку Другої Світової війни
Історія авіабази веде початок з 1938 року, коли біля селища Мартинівське було збудовано льотно-навчальне поле, де проходили тренувальні польоти. В травні 1941 року в Вознесенську були сформовані 298-й винищувальний авіаційний полк та 356-та авіабаза. Мартинівський аеродром слугував в якості польового аеродрому. На момент початку бойових дій полк мав розпорядженні 4 І-16.

### Німецько-радянська війна
Після захоплення вознесенської авіабази німцями, протягом 12-17 серпня 1941 на летовищі базувалися штаб та 3-тя група 77-ї винищувальної ескадри «Червовий туз» на Messerschmitt Bf 109.

### Після Другої Світової війни
З 1947 по 1956 роки на аеродромі Вознесенська дислокувалися полки 5-ї гвардійської штурмової авіаційної дивізії на літаках Іл-2. Дивізія була розформована в серпні 1956 року.
У 1953 році почалося будівництво аеродрому в Мартинівці під керівництвом Бутаєва, і разом з ним будівництво військового містечка і школи.
6 лютого 1959 року з аеродрому Підгородна на авіабазу передислокувався 642-й гвардійський винищувально-бомбардувальний авіаційнний полк на літаках МіГ-17 МіГ-15 та МіГ-15УТІ.
В червні 1960 року 642-й полк отримав перші винищувачі-бомбардувальники Су-7Б для проведення армійських випробувань моделі. Випробування успішно завершились в жовтні 1961 року, підрозділ повністю перевчився на цей тип літаків і використовував їх до 1974 року.
З 1975 по 1990 роки основними літаками 642-го полку були МіГ-27(М та Б) та учбовий МіГ-23УБ, а в 1989 році полк першим 5-й повітряні армії перевчився на літаки МіГ-29, які стояли на озброєнні з'єднання до розформування частини в 2003 році.
З 1987 по 1990 роки 642-й полк тимчасово базувався на Тираспольському аеродромі, доки відбувався ремонт ВВП вознесенської авіабази.
В вересні 1990 року на авіабазу прибули 3-тя і 4-та ескадрильї розформованого 5-го гвардійського винищувального авіаційного полку, що влились до складу 642-го полку.
В жовтні 1990 року 642-й полк мав на озброєнні 53 МіГ-29 та 8 МіГ-23У.

### За часів незалежної України
21 січня 1992 року особовий склад 642-го гвардійського винищувального авіаційного полку прийняв Присягу на вірність народу України.
1 листопада 2003 року полк був розформований, на аеродромі залишилась авіаційна комендатура.
Під час проведення навчань "Перспектива-2012" 2 літаки Су-27УБ зі 831-ї бригади тактичної авіації здійснили перебазування на аеродром Вознесенськ з авіабази Миргород.
В період з 22 по 27 квітня 2013 року, під час проведення навчань “Чумацький шлях”, на аеродромі Вознесенськ було прийнято на забезпечення авіаційний підрозділ літаків Міг-29. Після перебазування літаків було організовано бойове чергування з протиповітряної оборони. Для забезпечення роботи наземної пошуково–рятувальної групи прийнято на забезпечення вертоліт Мі-8. З метою контролю проведення навчань, забезпечено посадку літака Ан-26 та переліт на вертольоті Мі-8, групи офіцерів на чолі з Начальником Генерального штабу – Головнокомандувачем Збройних Сил України, під час якого проведено огляд чергових сил на аеродромі Вознесенськ.

### Після початку російсько-української війни
В липні 2014 року в ЗМІ з'явилась інформації про початок відновлення Повітряними силами ЗСУ трьох колишніх аеродромів, серед яких і Вознесенське летовище.
4 серпня 2014 року Південноукраїнська АЕС передала для потреб української армії самоскиди КамАЗ-55111 і МАЗ-5336 та екскаватор АТЕК-881, техніку прийняла 15-та авіаційна комендатура. Її планувалося залучити для підтримання життєдіяльності аеродрому Вознесенськ.
З 10 по 14 липня 2018 році на авіабазі Вознесенськ проходили бойові випробування гелікоптера типу Мі-8МСБ-В з оптико-електронним модулем для виявлення цілі та наведення ракети (ПМ-ЛКТ) розробки ДП НВК «Фотоприлад» під час стрільб керованою ракетою РК-2В протитанкового ракетного комплексу «Бар’єр-В», розробки та виробництва КБ «Луч».
В середині вересня 2018 року були проведені льотно-методичні збори бригад тактичної авіації на базі аеродромів Кульбакіно та Вознесенськ, в ході яких були виконані пуски керованих ракет “повітря-повітря” по світловим авіабомбам САБ-500, а також бомбометання.